# Offshore-Windpark Ormonde
Ormonde ist ein von Vattenfall betriebener Offshore-Windpark in der Irischen See mit einer installierten Leistung von 150 MW.

## Allgemeines

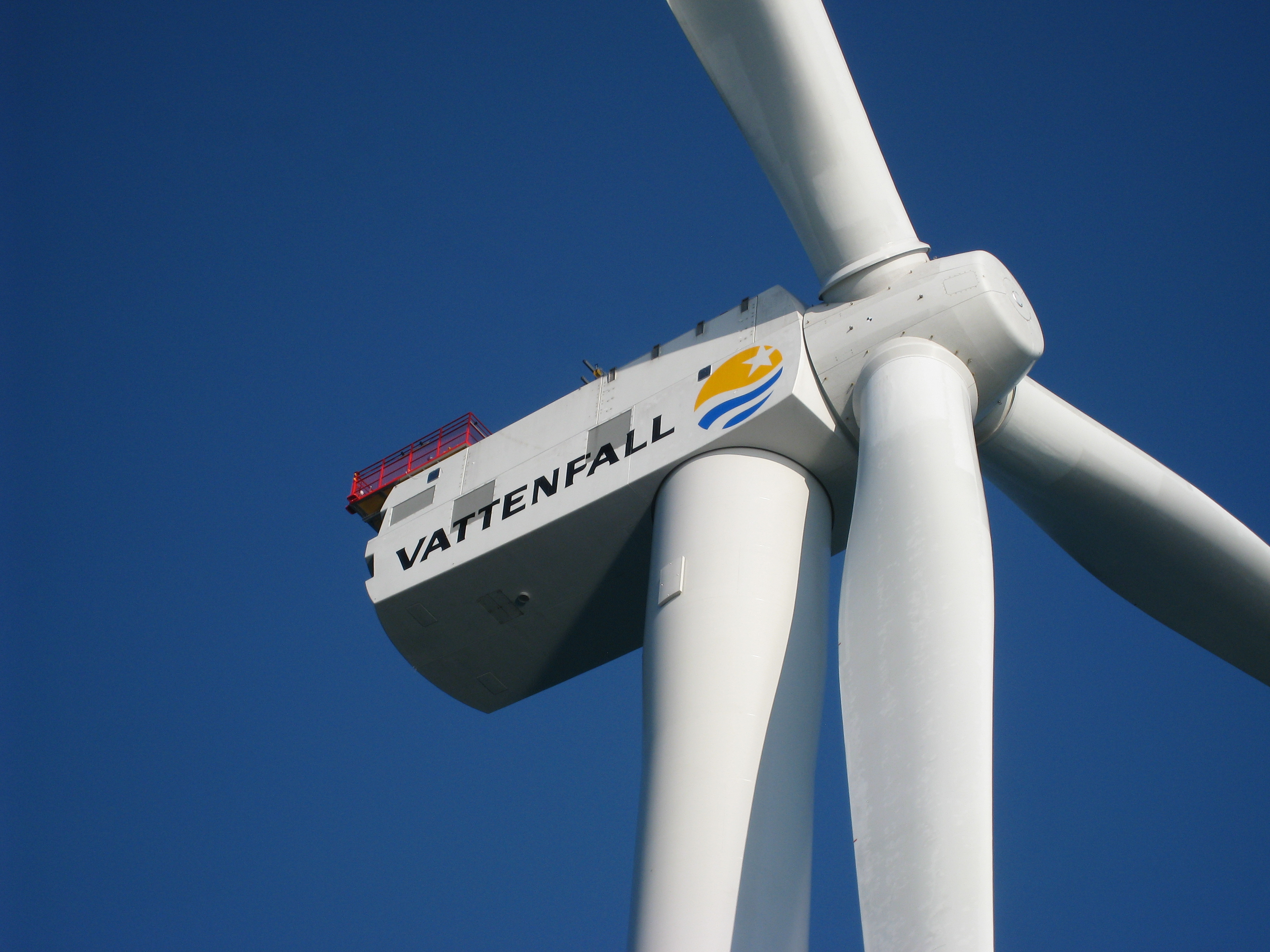
Eine REpower 5M des Windparks Ormonde

Der Windpark Ormonde befindet sich 10 km westlich von Barrow-in-Furness in einer Wassertiefe von 17 bis 30 Metern und umfasst eine Fläche von 8,7 km². In der Nähe befinden sich die auch die Offshore-Windparks Walney, Barrow und West of Duddon Sands. Vor Ort beträgt die durchschnittliche Windgeschwindigkeit auf 80 Metern Höhe 9 m/s. Der prognostizierte jährliche Stromertrag liegt bei 500 GWh, womit nach Unternehmensangaben 100.000 Haushalte versorgt werden können. Damit beträgt der Kapazitätsfaktor ca. 38 %.
Installiert sind 30 Windkraftanlagen des Typs REpower 5M mit einer Nennleistung von jeweils 5 MW, einer Nabenhöhe von 90 Metern und einem Rotordurchmesser von 126 Metern. Als Gründung für die Turbinen, die im REpower-Werk in Bremerhaven gefertigt und in Belfast auf die Hubinsel Sea Jack verladen wurden, kamen Jacket-Fundamente zum Einsatz. Ins öffentliche Stromnetz eingespeist wird der erzeugte Strom im Umspannwerk in Heysham, mit dem die ebenfalls auf einer Jacketgründung ruhende Umspannplattform des Windparks über ein rund 42 km langes Seekabel verbunden ist. In die gleiche Umspannstation speisen auch der benachbarte Offshore-Windpark Barrow sowie Phase 1 des gleichfalls in der Nähe gelegenen Offshore-Windparks Walney ein.

## Geschichte

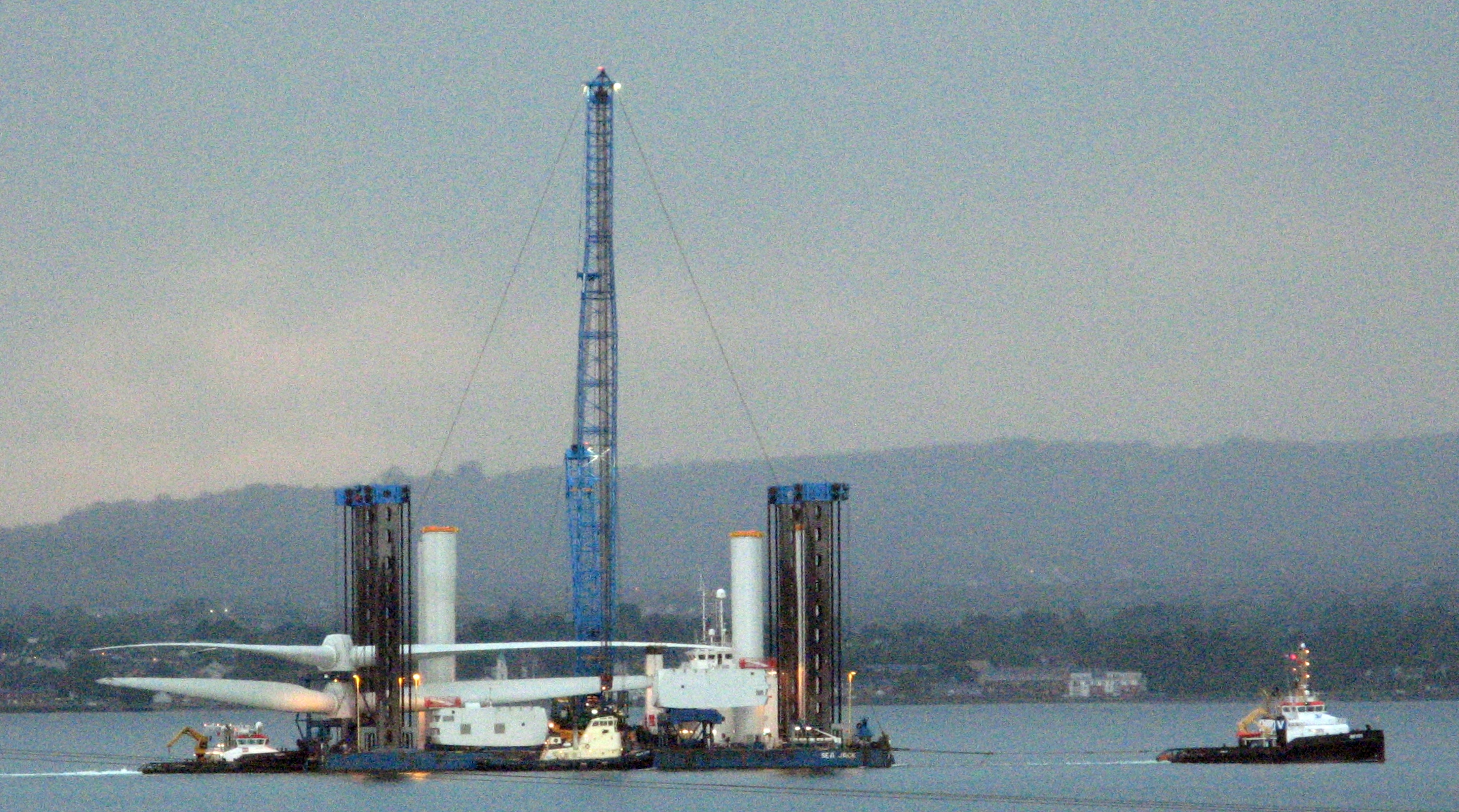
Transport einer der Turbinen zum Aufstellungsort

Ursprünglich wurde der Windpark von Eclipse Energy als Hybridkraftwerk bestehend aus dem Windpark sowie einem 90 MW leistenden Gaskraftwerk geplant. Nach dem Kauf von Eclipse Energy durch Vattenfall wurde das Projekt als reiner Offshore-Windpark geplant. Bereits Anfang 2007 war die Baugenehmigung erfolgt, begonnen wurde der Bau 2008, wobei zunächst nur Onshore-Arbeiten durchgeführt wurden. Nachdem im Juli 2009 der Auftrag für die Lieferung der Windkraftanlagen an REpower vergeben wurde, begannen die Offshore-Arbeiten im Mai 2010. Nach der Installation der Fundamente wurden zwischen März und August 2011 die Windkraftanlagen errichtet. Ende April 2011 wurde das Seekabel in Betrieb genommen, die Stromproduktion begann im Sommer 2011. Endgültig fertiggestellt und in Betrieb genommen wurde der Windpark im Februar 2012.
Im Dezember verkaufte Vattenfall 49 % der Anteile an den schwedischen Pensionsfonds AMF.

## Zwischenfall
Bei Wartungsarbeiten ist am 15. Oktober 2021 der 126 Tonnen schwere Rotorstern einer Windkraftanlage vom Kran eines Errichterschiffs ins Meer gefallen. Dadurch wurden die Rotorblätter zerstört. Bruchstücke sind an die Küste gespült worden.